# グリーンリーフ・ホイッティア・ピカード
グリーンリーフ・ホイッティア・ピカード（Greenleaf Whittier Pickard、1877年2月14日 - 1956年1月8日）は、アメリカ合衆国のラジオ研究先駆者である。

## 来歴
電信と電話の技術者だった。
1906年、現在のショットキーバリアダイオードにつながるシリコン鉱石検波器に関する特許を取得。他にも多くの業績がある。
1902年から1906年にかけて多数の鉱石の試料の整流特性を調査した。ウェスティングハウス製のシリコン結晶が最良である事が判明した。1906年8月20日にシリコンの点接触検波器に関するアメリカ合衆国特許第 836,531号を取得した。2人の協力者と共にピカードは鉱石検波器を販売するWireless Specialty Apparatus社を設立した。おそらくシリコン半導体素子を製造、販売した最初の企業であるとされる。他のアメリカの発明家であるHenry Dunwoodyは炭化珪素を使用する点接触検波器の特許をピカードのわずか数週間後に取得した。

## 特許
- アメリカ合衆国特許第 836,531号
- アメリカ合衆国特許第 840,802号
- アメリカ合衆国特許第 845,316号
- アメリカ合衆国特許第 827,115号
- アメリカ合衆国特許第 1,136,044号
- アメリカ合衆国特許第 1,136,045号
- アメリカ合衆国特許第 1,245,267号
- アメリカ合衆国特許第 842,910号
- アメリカ合衆国特許第 933,263号
- アメリカ合衆国特許第 1,184,376号
- アメリカ合衆国特許第 933,263号
- アメリカ合衆国特許第 827,116号
- アメリカ合衆国特許第 993,316号
- アメリカ合衆国特許第 1,224,499号
- アメリカ合衆国特許第 963,173号
- アメリカ合衆国特許第 807,962号
- アメリカ合衆国特許第 1,206,911号
- アメリカ合衆国特許第 1,144,969号
- アメリカ合衆国特許第 912,613号
- アメリカ合衆国特許第 1,118,228号
- アメリカ合衆国特許第 1,257,526号
- アメリカ合衆国特許第 1,249,482号
- アメリカ合衆国特許第 1,213,250号
- アメリカ合衆国特許第 877,451号
- アメリカ合衆国特許第 796,011号
- アメリカ合衆国特許第 956,165号
- アメリカ合衆国特許第 1,156,625号
- アメリカ合衆国特許第 1,225,852号
- アメリカ合衆国特許第 1,324,465号